# Deltochilum pseudoicarus
Deltochilum pseudoicarus là một loài bọ cánh cứng trong họ Bọ hung (Scarabaeidae).